# Bornemisza János (kászoni báró)
Kászoni báró Bornemisza János (Görgényszentimre, 1734. december 15. – Bécs, 1810. december 1.) kamarás, Hunyad vármegye főispánja, a kászoni Bornemisza család sarja.

## Élete
Bornemisza Ignác báró tordai főispán és gróf Kornis Krisztina fia. 1762 és 1765 között a bécsi Theresianumban tanult. Császári és királyi kamarásként, valamint Hunyad megye főispánjaként tevékenykedett.
Estvéli időtöltése című kötete, amely Kolozsváron jelent meg 1777-ben egy ötfelvonásos szomorújátékot (Igaz hitét megvető léleknek szabados élete), illetve néhány verset és szatírát tartalmaz. Az 1784-es erdélyi parasztfelkelésről – melynek maga is szenvedő alanya volt - írt főispáni jelentése az Országos Széchényi Könyvtár kézirattárában található.

## Családja
1770-ben feleségül vette Pálffy Mária grófnőt (1753–1795), aki két gyermeket szült neki:
- Lipót (1771–1836), neje: báró Bornemisza Róza (?–1815)
- Jozefa (?), férje: gróf Nemes Ádám (1769–1834)